# Csomortán
Csomortán (románul Lutoasa) falu Romániában Kovászna megyében. Közigazgatásilag 2004 óta Kézdialmáshoz tartozik.

## Fekvése
Kézdivásárhelytől 11 km-re északkeletre a Szent Mihály-hegy nyugati lábánál található.

## Története
Területe már a bronzkorban lakott volt, ezt bizonyítják a határában emelkedő Várhegyen található sáncmaradványok. Először 1506-ban említik a források.
A trianoni békeszerződésig Háromszék vármegye Kézdi járásához tartozott.

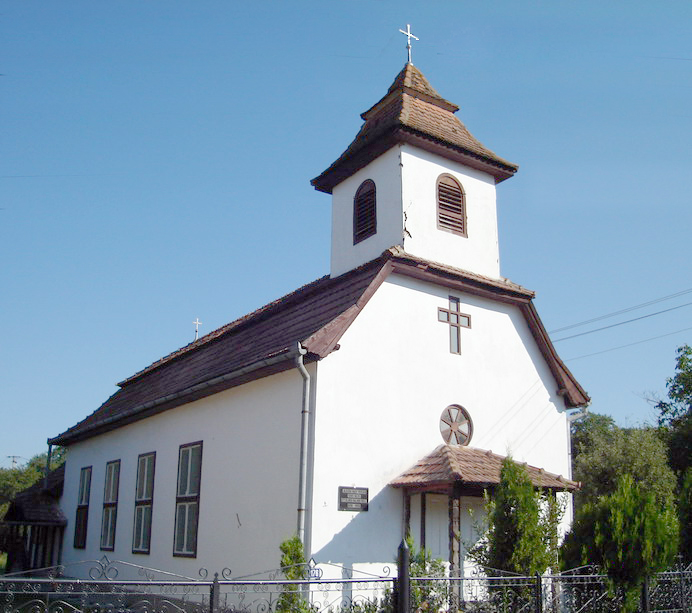
Csomortán temploma

## Népesség
1910-ben 677 magyar lakosa volt.
1992-ben 512 lakosából 510 magyar, 1 román volt.

## Látnivalók
- Határában a Kis-Lemhény-patak jobb partján emelkedő Várhegyen állnak Csomortán várának maradványai. A sáncok már nehezen kivehetők, eredete, sorsa ismeretlen. Az ásatások alapján bronzkori vár volt.
- Római katolikus temploma újkeletű, Árpád-házi Szent Erzsébet tiszteletére szentelték.

## Híres emberek
- Itt született Csomortáni Tamás Háromszék főkapitánya, aki a goroszlói ütközetben esett el 1601-ben.